# Reverend & The Makers
Reverend & The Makers er et indie/funk band med base i Sheffield, England.